# Sargeant (Barbados)
Sargeant é uma cidade da paróquia de Christ Church, em Barbados.